# Zaryanitsa Dorsa
Gli Zaryanitsa Dorsa sono una struttura geologica della superficie di Venere.